# Richard Earlom
Richard Earlom, född 1743, död 1822, var en brittisk kopparstickare.

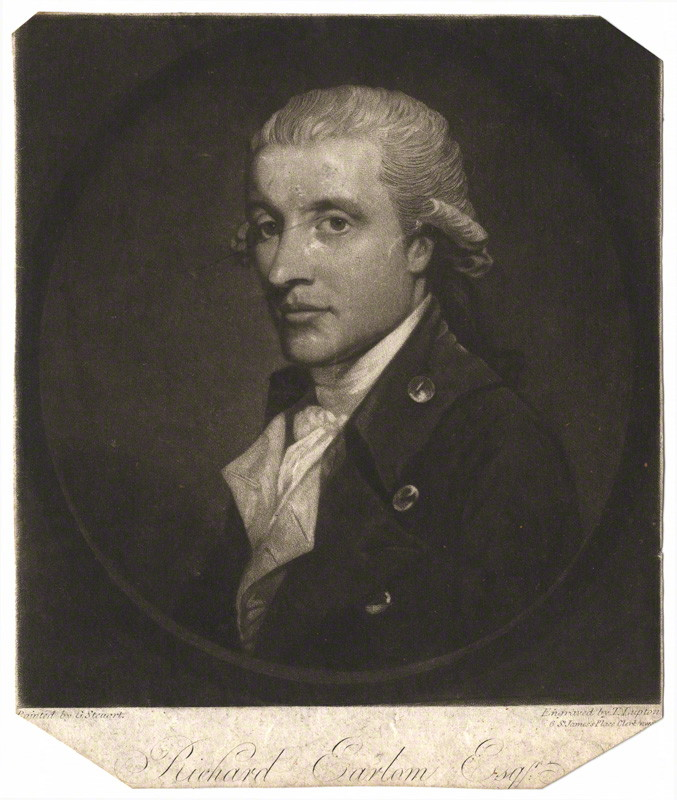
Richard Earlom

Earlaom förde mezzotintgravyren till sin fulländning men bidrog samtidigt till kopparsticksgraverandets förfall genom att införa tekniska hjälpmedel, som strax efter hans död ledde till gravyrkonstens mekanisering. Earlom uppnådde största precision och skärpa i teckningen genom att införa etsade linjer i mezzotintgravyren, samtidigt som han ökade rikedomen i ton genom att upprugga plåtytan med en fin stålkam. Mezzotintgravyren, som tidigare främst använts för porträtt, behandlades med mästerskap av Earlom för landskap efter Meindert Hobbema, stilleben efter Jan Davidszoon de Heem, Jan van Huysum och Frans Snyders, samt religiösa och mytologiska motiv efter Rembrandt, Peter Paul Rubens och Correggio. Earlom utförde även i skilda grafiska tekniker en faksimilupplaga av Claude Lorrains skissbok Liber veritatis (300 blad, 1777-1819).